# サイレント・ワールド
『サイレント・ワールド』（原題：POST IMPACT）は、2004年制作のドイツ・アメリカ合作のSFパニック映画である。日本では劇場未公開でDVDが発売された。

## ストーリー
地球の近くを通過するはずだったベイレダー彗星に小惑星が衝突した。軌道が変わり地球に向かう彗星。ベルリンのアメリカ大使館の警備主任トム・パーカーは、要人の脱出をサポートする任務のために愛する妻子と生き別れてしまった。
発電衛星ソルスター・ツーのマイクロ波ビームで彗星を破壊しようとするスタンドルフ博士。だが作戦は失敗し彗星が地球に衝突。人類の大半が命を落とした。3年後、氷河期となった地球で、失われたはずの衛星ソルスター・ツーのビームによる破壊事件が起こった。その照準は、新しく生まれたモロッコの新北部連邦に向けられていた。誰かがベルリンで制御装置をコントロールしているのだ。連邦政府は調査のために軍人と科学者の混成チームを派遣した。妻子を探すために、チームに参加するトム。
装甲車でベルリンを目指すトムたち。雪に埋もれた地下の空間には少数の人々とスタンドルフ博士が生存していた。ソルスター・ツーのビームで厚く覆われた雪雲を消し、氷河期を終わらせる計画を語る博士。だが、反乱一派が博士を裏切り、ビームの照準を北部連邦に向けていたのだ。
反乱一派を撃破するトムたち。だが、調査チームの一員だったサラが衛星の制御室を奪い取った。サラはソルスター・ツーで対立するアラブ諸国を攻撃するために、連邦政府内のタカ派に派遣されたスパイだったのだ。サラを倒し、ビームで雪雲に穴を開けるトムたち。妻子を救うことは叶わなかったが、トムは地上に太陽の光を取り戻したのだった。

## キャスト
※括弧内は日本語吹き替え
- トム・パーカー - ディーン・ケイン（堀内賢雄）

アメリカ大使館の警備主任。
- アンナ・スタンドルフ  - ベティーナ・ツィママン（兒玉彩伽）

スタンドルフ博士の娘。
- ウォーターズ  - ナイジェル・ベネット（麦人）

大佐。発電衛星ソルスター・ツーの開発関係者。
- サラ・ヘンリー - ジョアンナ・テイラー（本田貴子）

メンバーの一人。元特殊部隊の隊員。堂々と男がシャワーを浴びている時に全裸で入室する大胆な性格。
- クラウス・ヒンツェ - ジョン・キーオ

所員。優秀だが想像力に欠ける。
- スタンドルフ博士  - ハンス・ズィシュラー

博士。ベイルダー彗星の発見者。
- その他吹き替え：小山武宏、野沢由香里、宇垣秀成、大鐘則子、荒川太朗、水野千夏、御園行洋、吉田裕秋、星野貴紀

## スタッフ
- 監督：クリストフ・シュラーエ
- 製作：ティム・ハルキン
　　　フィリップ・J・ロス
- 脚本：トーステン・ディウィ
　　　カルロス・マリア・サンチェス
- 撮影：ロレンツォ・セナトーレ
- 音楽：ガイ・ファーレイ